# Carex anningensis
Espèce
Classification phylogénétique
Carex anningensis est une espèce des plantes du genre Carex et de la famille des Cyperaceae.